# 本興寺 (湖西市)
本興寺（ほんこうじ）は、静岡県湖西市鷲津にある仏教寺院。法華宗陣門流の東海本山。山号は常霊山（法華経自我偈の一句「常在霊鷲山」にちなむ）。院号は大悲院。本尊は三宝尊。塔頭が四院ある（長勝院、光明院、玉葉院、東光院）。

## 歴史
南北朝時代の弘和3年/永徳3年（1383年）、陣門流の門祖日陣（1339年 - 1419年）が東海地方を巡化していた時、行基開基を伝える古刹高野山真言宗三河国船形山普門寺（愛知県豊橋市雲谷（うのや）町）の末寺であった遠江国薬師堂の僧が法戦を挑んだ。しかし、この僧の法説は日陣により論破され、僧は大慈悲院日乗（1345年 - 1425年）と名を改めた。この日乗が当寺開山の僧である。そしてこの時より、薬師堂は常霊山本興寺という名となり、この地域の法華宗布教の中心となり、現在、法華宗陣門流の本山（総本山本成寺末）となっている。江戸時代は10万石の格式と徳川将軍家の三つ葉葵の使用を許された。
また、第17代住職の日観には没後の母に育てられたという伝説がある（子育て飴・子育て幽霊）。

## 文化財

### 重要文化財（国指定）
- 本堂 - 寄棟造、茅葺、天文21年（1552年）建立
- 絹本著色法華経曼荼羅図 4幅
- 紺紙金字法華経（開結共）10巻
- 紺紙金字法華経 8巻

### その他

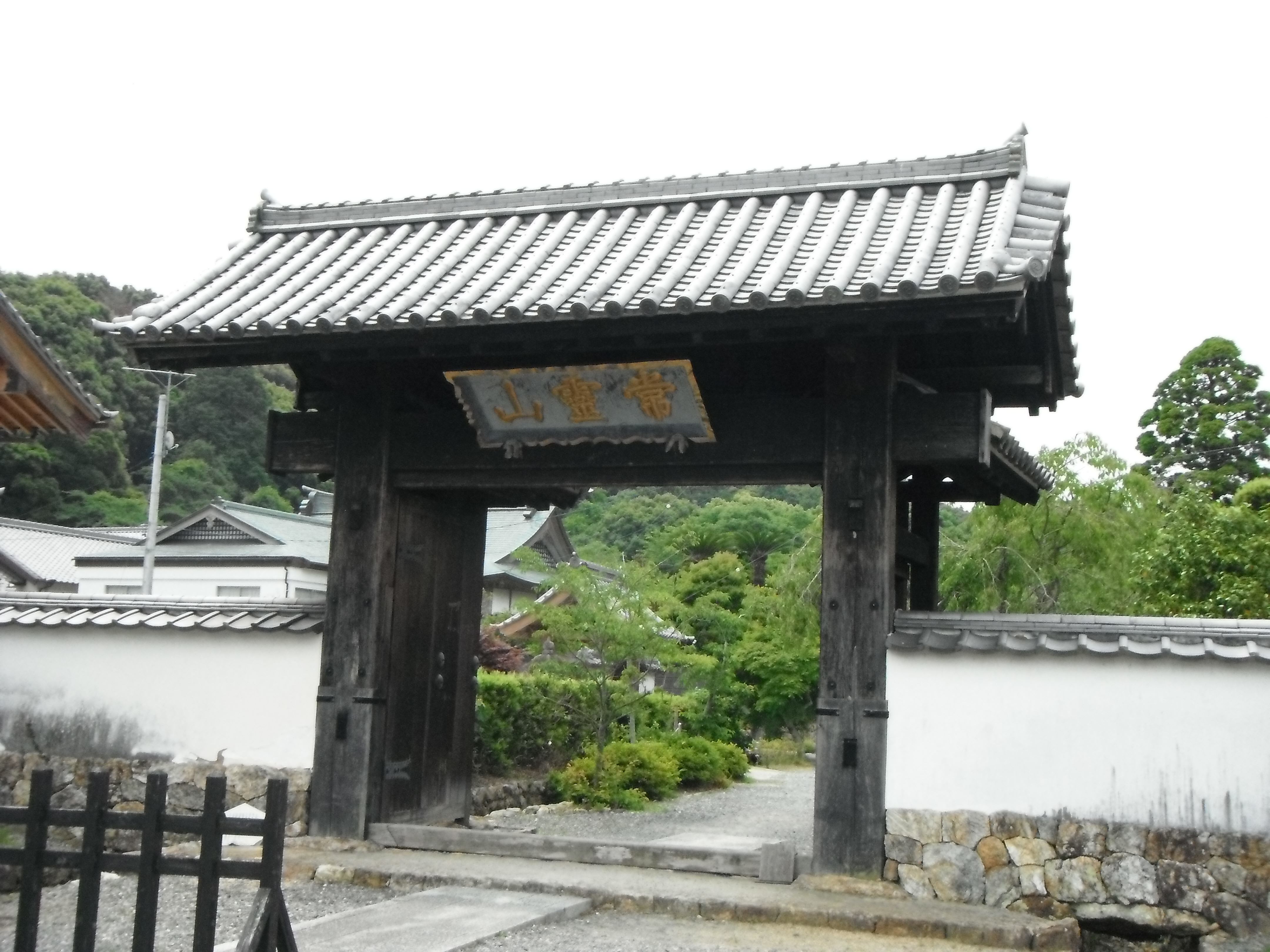
山門（市指定文化財）

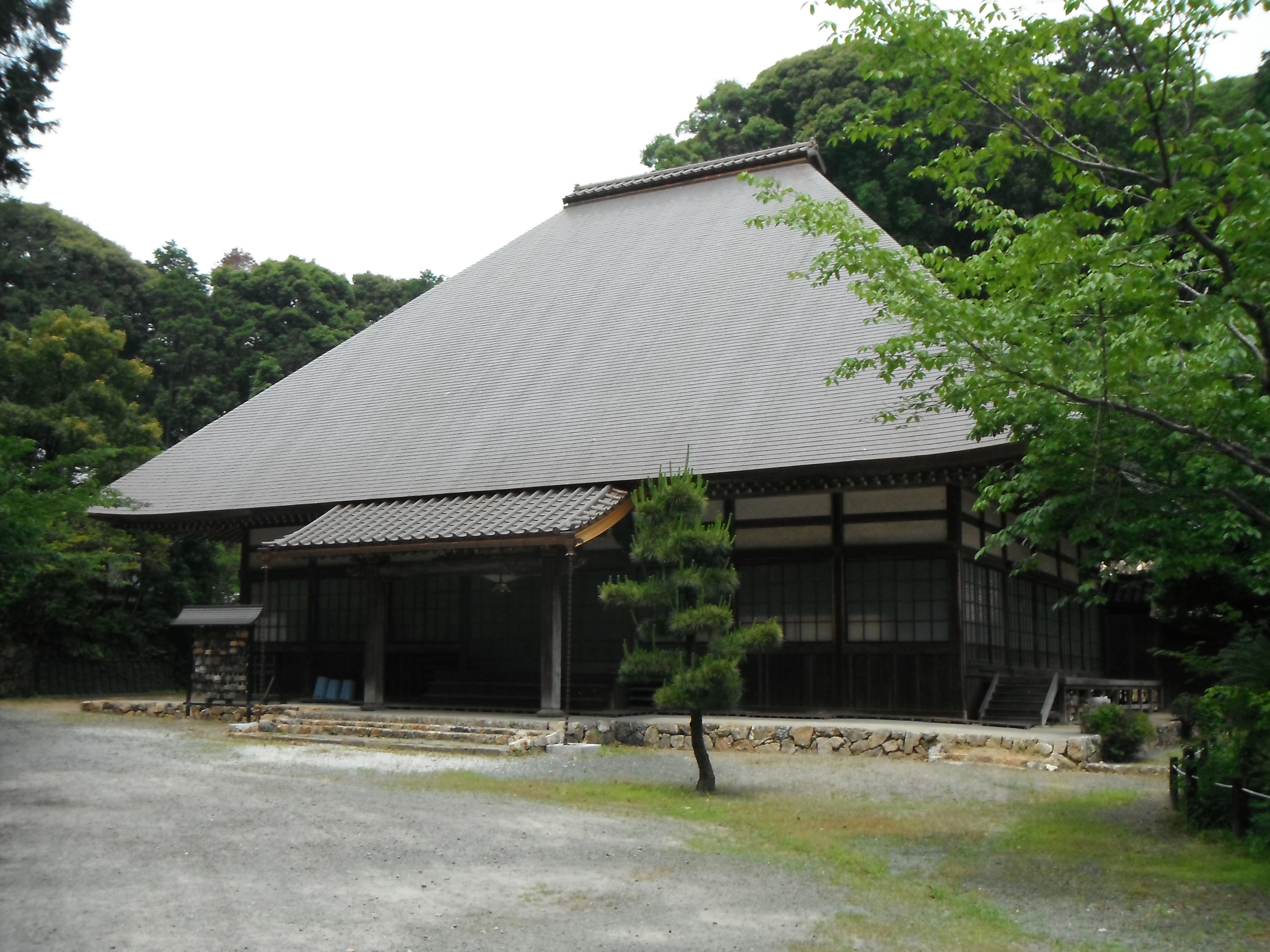
客殿（市指定文化財）

静岡県指定有形文化財の奥書院、湖西市指定有形文化財の山門、中門、千仏堂、客殿など多くの文化財を有する。山門と奥書院は吉田城（愛知県豊橋市今橋町）元大手門であった門と城の御殿を三河吉田藩主久世重之により寄進されたものとされる。日本庭園があり、小堀遠州の作庭とも言われる。この遠州流庭園は大書院や久世家の奥書院に映えている。庭園と書院の見学には拝観料が必要である。
本堂の近くに歌碑がある。
「水の音 ただにひとつぞ 聞こえける そのほかはなにも 申すことなし」 北原白秋

## アクセス
- JR東海道本線鷲津駅下車西へ徒歩10分。
- 湖西市コミュニティバス（コーちゃんバス）知波田入出線・鷲津循環線（西回り）「本興寺前」停留所下車すぐ。

### 総本山
- 長久山本成寺（新潟県三条市、旧越後国）

### 本興寺以外の本山
- 京本山 光了山本禅寺（京都府京都市、旧山城国、洛中法華21ヶ寺）

### 別院
- 東京別院 徳栄山本妙寺（東京都豊島区、旧武蔵国）
- 北陸別院 長松山本法寺（富山県富山市、旧越中国）
- 霊跡別院 俎岩山蓮着寺（静岡県伊東市、旧伊豆国）